# Rally de Ourense de 1969
El Rally de Ourense de 1969, oficialmente 3.º Rally Internacional de Orense, fue la tercera edición y la cuarta cita de la temporada 1969 del Campeonato de España de Rally. Se celebró del 5 al 6 de julio y contó con un itinerario de  
65 km cronometrados.

## Clasificación final
| Pos. | Piloto               | Copiloto             | Automóvil           | Puntos  | Diferencia |
| ---- | -------------------- | -------------------- | ------------------- | ------- | ---------- |
| 1.   | José María Palomo    | Ramón Serra          | Porsche 911 R       | 2.565,6 | 0.0        |
| 2.   | José Pavón           | R. Tejelo            | Porsche 911 R       | 2.631,9 |            |
| 3.   | Bernard Tramont      | Ricardo Antolín      | Alpine-Renault A110 | 2.668,8 |            |
| 4.   | Jaime Lazcano        | Ricardo Muñoz        | Porsche 911 R       | 2.686,9 |            |
| 5.   | Lucas Sainz          | Emilio Rodríguez     | Renault 8 TS        | 2.773,3 |            |
| 6.   | Alberto Ruiz-Giménez | Jaime Segovia        | Lancia Fulvia HF    | 2.834,9 |            |
| 7.   | José Manuel Lencina  | Ángel Luis Caballero | Lancia Fulvia HF    | 2.856,3 |            |
| 8.   | José A. Leal         | Julio A. Leal        | Alpine-Renault A110 | 2.897,9 |            |
| 9.   | Manuel Sanjurjo      | Enrique Sanjurjo     | Morris Authi        | 2.901,6 |            |
| 10.  | "Pancho"             | XX                   | Ford Taunus 20M RS  | 2.978,2 |            |